# Hans von Aachen
Hans von Aachen (névváltozat: Hans van Aken) (Köln, 1552 – Prága, 1615. március 4.) német festő, a német manierizmus egyik legjelentősebb mestere.

## Életútja, munkássága
Megértő, jó családban született, ahol hamar engedtek az ő rajztehetsége kibontakozásának, már 12 éves korában befejezhette iskoláit és ettől kezdve csak a rajznak és a festésnek élt. Megfordult tehetséges és kevésbé tehetséges mestereknél is.
Velencében és Rómában tanult, itt leginkább Antonio da Correggio és Michelangelo Buonarroti művészete hatott rá. Itáliai tanulmányai után Kölnben, Münchenben alkotott, végül Prágában, II. Rudolf császár udvarában élt mint udvari festő. Itt biztonságosan el tudta tartani feleségét és gyermekeit, a korban híres Orpheusnak, De Lassónak a lányát vette el.
Hans von Aachen kitűnt a természet utáni arcképfestésben, az oltárképek festésében és mitológiai témájú képeivel. Az állatképek festése is erőssége volt. Megfestette II. Rudolf képmását Laxenburgban, oltárképeket festett az augsburgi Ulrichskirche templomban. Nagy hatást gyakoroltak kortársaira aktábrázolásokban gazdag mitológiai képei (például Jupiter és Antiope, Bécsi Szépművészeti Múzeum). Tanítványok gyűltek köré, egyik legjelesebb tanítványa Pieter Isaacsz, aki arcképek, bibliai témájú képek és históriák festésében tűnt ki.

## Az igazság diadala

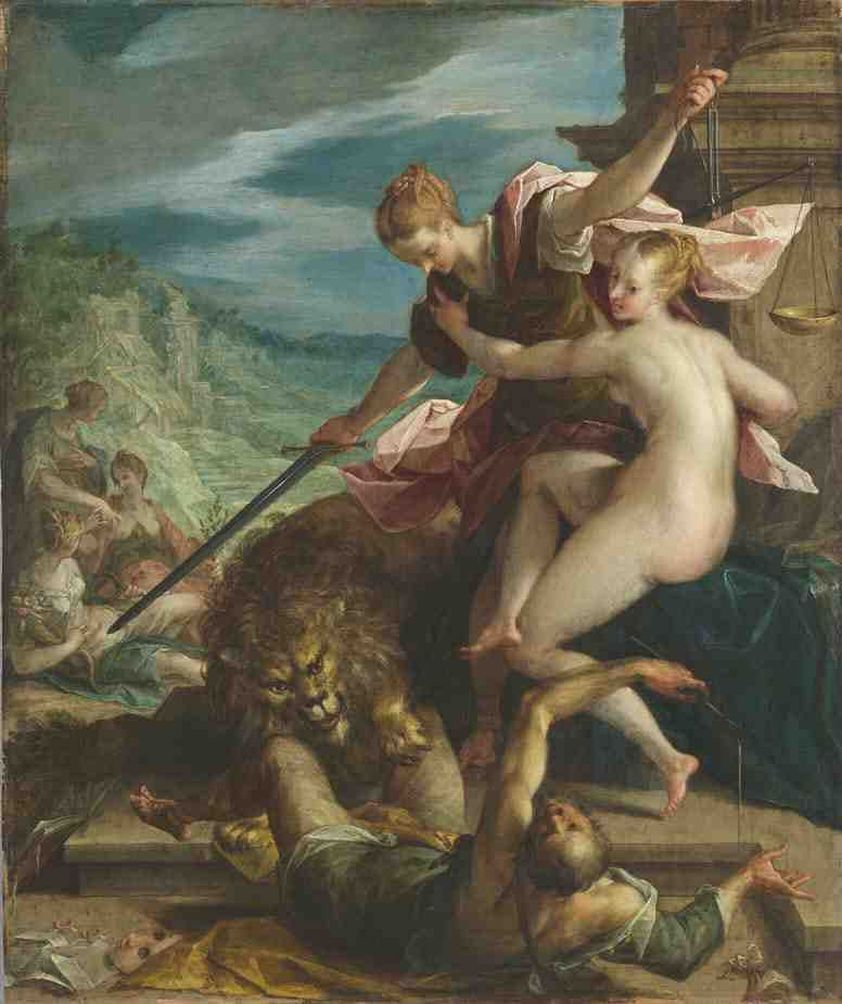
Az igazság diadala

Hans von Aachen Igazság diadala (olaj, réz, 56 x 47 cm) című képét igen dicséri Karel van Mander. E képen Jusztíciát egy szép mezítelen nő jelképezi karddal, olajfaággal és az igazság mérlegével a kezében, a háborút, a hadi szekereket a lába alatt tartja, körötte a bőség és a művészetek virágoznak mintegy azt szimbolizálva, hogy csak a béke hozza a szerencsét és a művészetek virágzását. A kép eredetileg Amszterdamban Hendrik van Os úr házában volt, napjainkban a müncheni Alte Pinakothek múzeumban láthatjuk.

## A békesség és a bőség allegóriája
A békességet, a bőséget szimbolizálja Bacchus, Ceres és Amor című alkotása (olaj, vásznon, 163 × 113 cm), 1600 körül keletkezett, II. Rudolf vagy II. Ferdinánd magyar király képtárából került a Bécsi Szépművészeti Múzeumba.

## Képei a budapesti Szépművészeti Múzeumban
Három képet is őriz tőle a budapesti Szépművészeti Múzeum. Az egyik Bacchus szatírral (olaj, pergamen fán, 67x51 cm) című, amelyen Bacchus a művész életteljes, erőtől duzzadó fiatalember fia, a szatír pedig a már idősödő művész önarcképe; ezen alkotás 1608 körül keletkezett. Egy másik kép a török háború egyik jelenetét ábrázolja A mezőkeresztesi csata allegóriája (olaj pergamen , fán; 33x41 cm) címmel, 1603–1604-ben festette a mester. A harmadik kép Győr visszafoglalásának allegóriája, az 1598-as csata emléke, e kép is 1603–1604-ben készült.

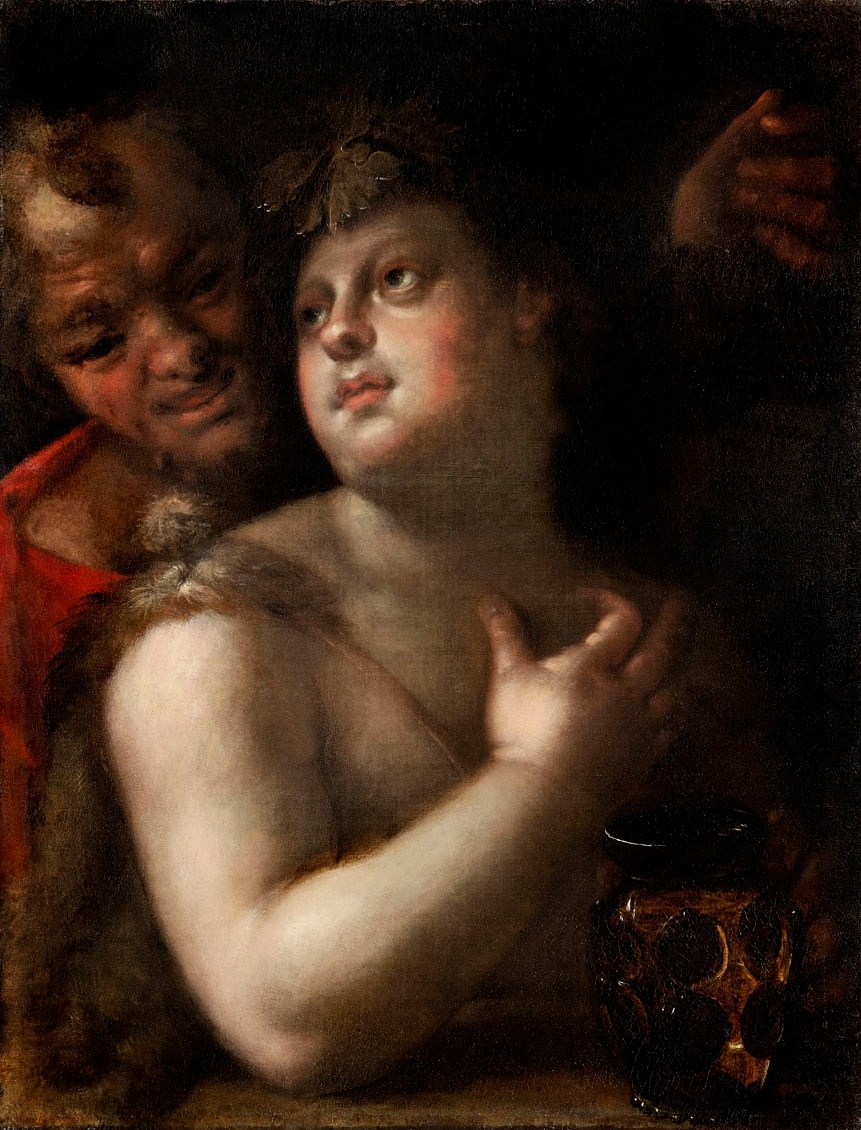
Bacchus szatírral
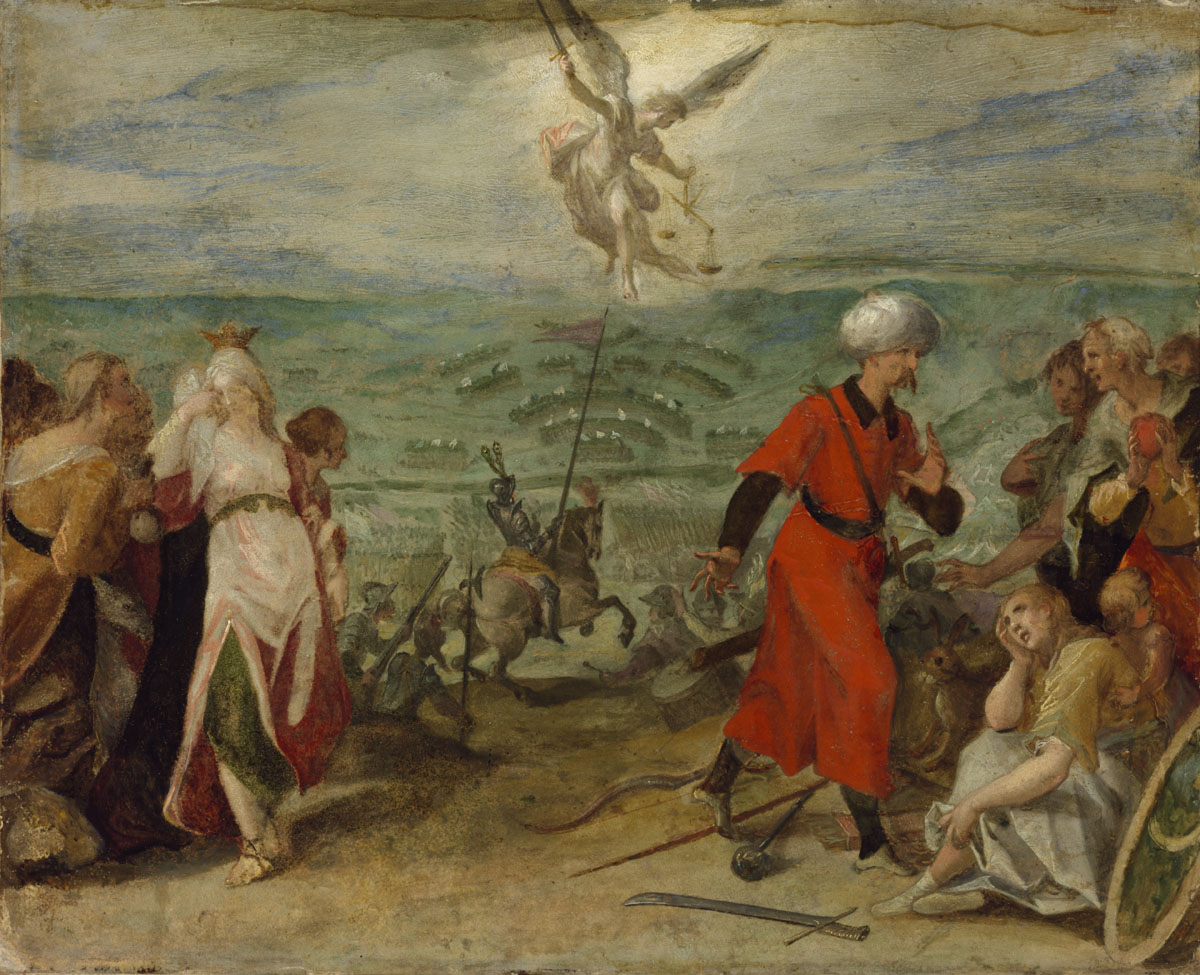
A mezőkeresztesi csata allegóriája
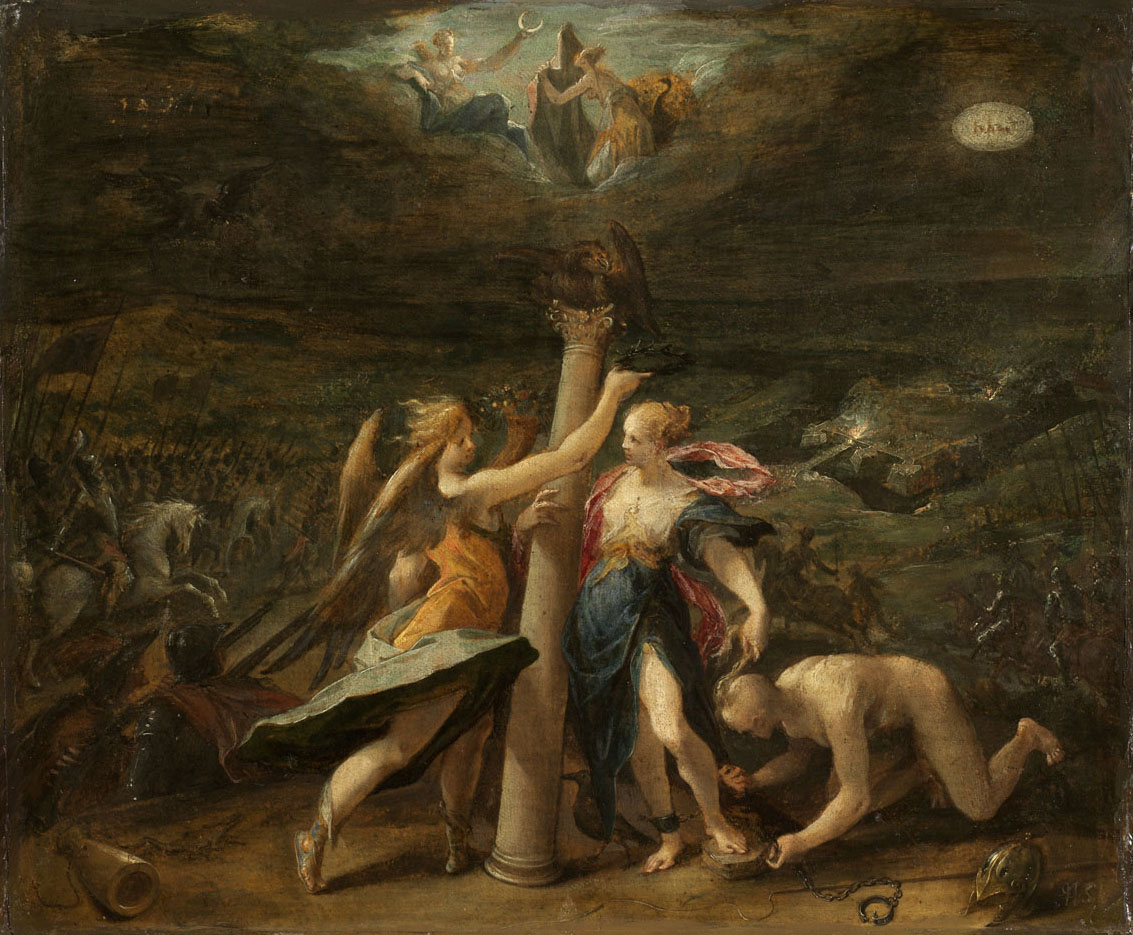
Győr vissza-foglalásának allegóriája
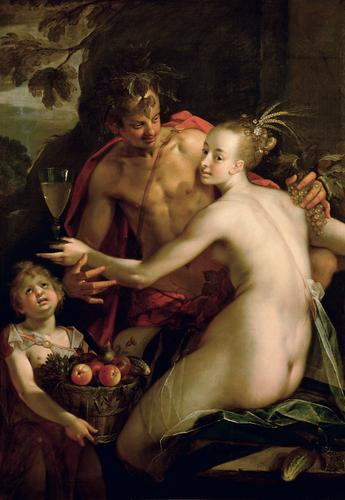
Bacchus, Ceres és Amor